# Holte-Kreta
Holte-Kreta (auch einfach Holte) ist ein Stadtteil Dortmunds. Der Ort grenzt im Norden an Bövinghausen, im Osten an Lütgendortmund und im Westen und Süden an Bochum. Er ist mit Bövinghausen der westlichste Vorort Dortmunds und befindet sich im Stadtbezirk Lütgendortmund. Dort bildet er den statistischen Bezirk 731.

## Größe
Der Ort ist einer der kleinsten Stadtteile Dortmunds und wird daher oft nicht als eigener Stadtteil angesehen.

## Geschichte
Holte-Kreta gehörte zur Gemeinde Dellwig-Holte. Diese war bis zu ihrer Eingemeindung nach Lütgendortmund, die am 1. April 1907 wirksam wurde, eine selbständige Gemeinde. Am 1. April 1928 wurde Lütgendortmund nach Dortmund eingemeindet.

## Bevölkerungsentwicklung
| Jahr      | 2003 | 2008 | 2013 | 2018 |
| --------- | ---- | ---- | ---- | ---- |
| Einwohner | 1247 | 1260 | 1213 | 1218 |

## Verkehr
An das Netz der öffentlichen Verkehrsmittel wird der Ort durch die Buslinie 336 der Bogestra, hier im 30-Minuten-Takt, angeschlossen.

## Haus Holte
Eng mit der Geschichte des Ortes ist der heutige Hof Haus Holte verknüpft. Früher war der Hof ein Herrensitz des Niederadels und als Befestigung der Überquerung des Harpener Hellwegs über den Harpener Bach zu sehen. Als Gräfte vor dem Haus diente der Mühlenteich für die eigene Mühle.
Später gehörte es dem Rittergeschlecht auf Haus Dellwig. 1904 wurde Haus Holte an die Gelsenkirchener Bergwerks-AG verkauft.